# Ferrari 640

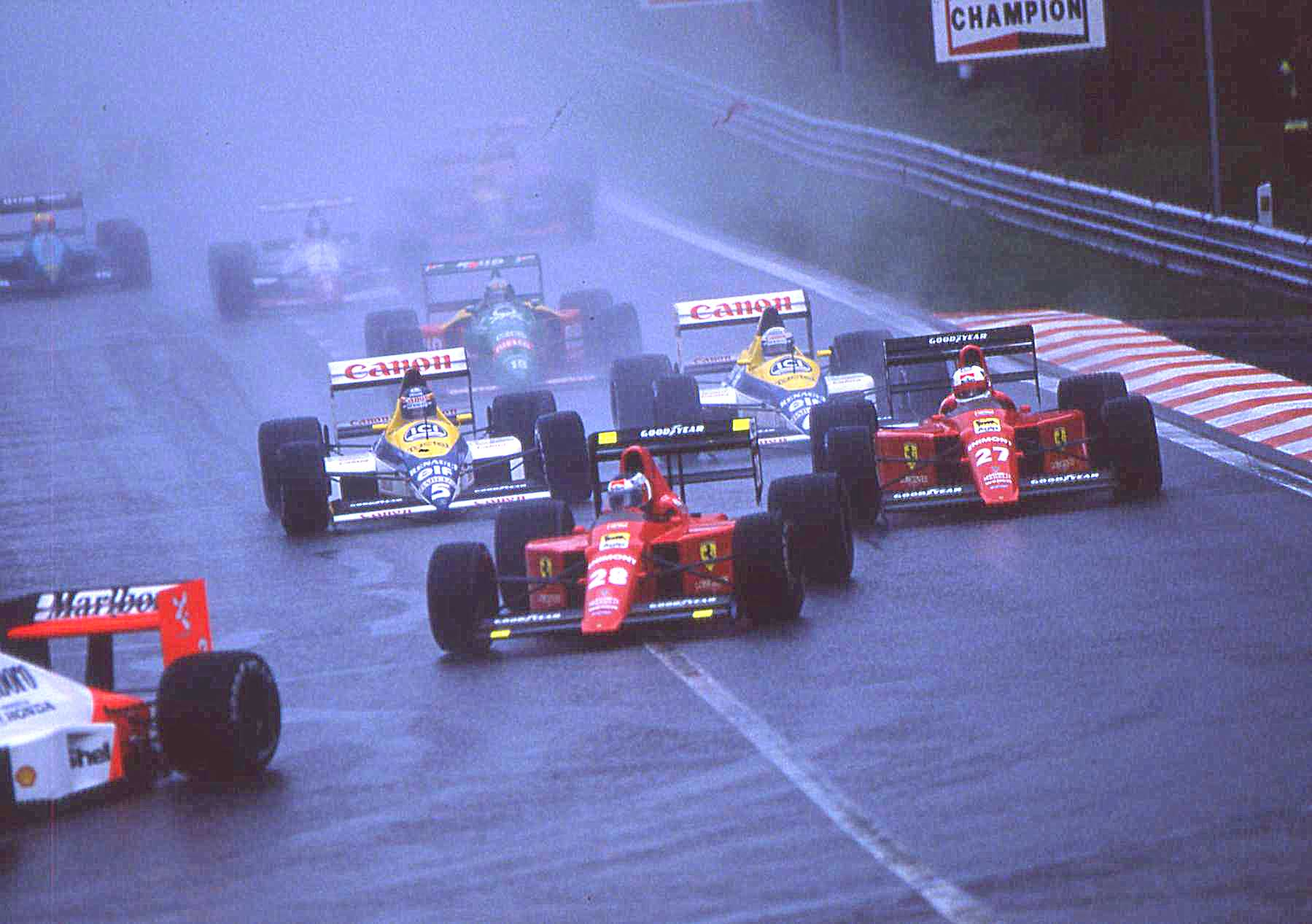
Berger y Mansell en sus 640 durante el comienzo de una carrera.

El Ferrari 640, o F1-89 posteriormente, fue un monoplaza de Fórmula 1 de Ferrari que compitió en la temporada 1989, conducido por Nigel Mansell y Gerhard Berger.
El 640, llamado así por el número del proyecto, fue diseñado por John Barnard, siendo su primer diseño para la escudería. Su motor era un V12 de 3.500 cc, y, debido al fin de la era turbo, fue el primer motor atmosférico de Ferrari en más de una década, que ofrecía unos 600 caballos de potencia a 12.000 rpm. Poseía una caja semiautomática de siete velocidades, siendo la primera vez que era utilizada en el F1, (estas comenzaron a ser incluidas por norma a mitad de 1990). La aerodinámica del 640 fue innovadora e incorporaba suspensiones «pushrod» con barras de torsión en lugar de las clásicas de muelles helicoidales, y poseía un monocasco de fibra de carbono.
Ganó en su carrera debut con Nigel Mansell, pero, principalmente por problemas de fiabilidad, solo volvió a triunfar en dos ocasiones más. Siempre que el 640 finalizó una carrera, lo hizo en el podio. Ferrari terminó tercero en el campeonato, con 59 puntos.

## Resultados

### Fórmula 1
(Clave) (negrita indica pole position) (cursiva indica vuelta rápida)

| Año     | Motor               | Neu. | Pilotos        | 1   | 2   | 3   | 4   | 5   | 6   | 7   | 8   | 9   | 10  | 11  | 12  | 13  | 14  | 15  | 16  | Puntos | Pos. |
| ------- | ------------------- | ---- | -------------- | --- | --- | --- | --- | --- | --- | --- | --- | --- | --- | --- | --- | --- | --- | --- | --- | ------ | ---- |
| 1989    | Tipo 035/5 3.5L V12 | G    |                | BRA | SMR | MON | MEX | USA | CAN | FRA | GBR | GER | HUN | BEL | ITA | POR | ESP | JPN | AUS | 59     | 3.º  |
| 1989    | Tipo 035/5 3.5L V12 | G    | Nigel Mansell  | 1   | Ret | Ret | Ret | Ret | DSQ | 2   | 2   | 3   | 1   | 3   | Ret | DSQ |     | Ret | Ret | 59     | 3.º  |
| 1989    | Tipo 035/5 3.5L V12 | G    | Gerhard Berger | Ret | Ret |     | Ret | Ret | Ret | Ret | Ret | Ret | Ret | Ret | 2   | 1   | 2   | Ret | Ret | 59     | 3.º  |
| Fuente: |                     |      |                |     |     |     |     |     |     |     |     |     |     |     |     |     |     |     |     |        |      |